# Incheon Korean Air Jumbos

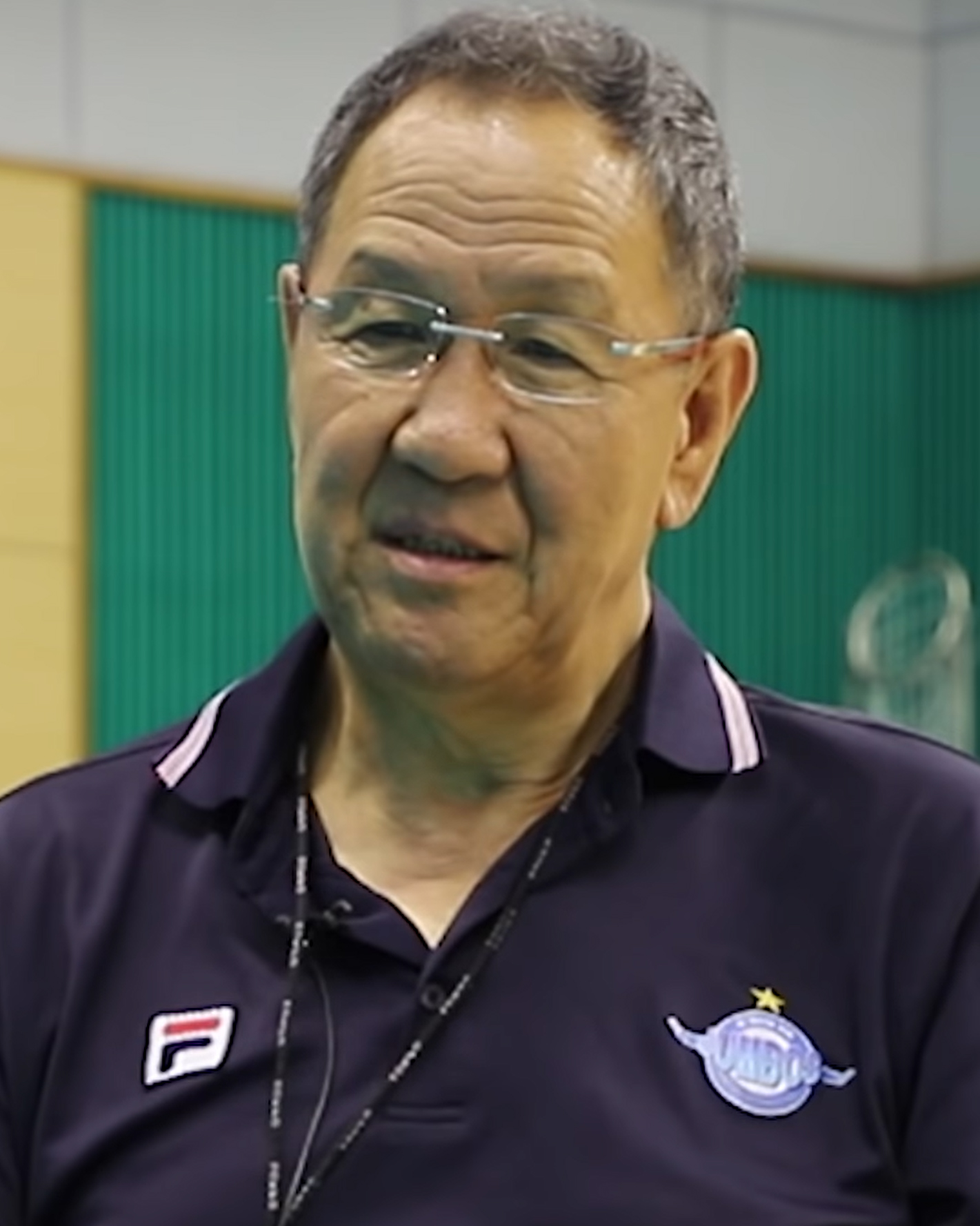
Park Ki-won trenerem Incheon Korean Air Jumbos w latach 2016-2020

Incheon Korean Air Jumbos (kor. 인천 대한 항공 점보) – południowokoreański męski klub siatkarski z siedzibą w Inczon.

## Sukcesy
Mistrzostwo Korei Południowej:
- 2018, 2021, 2022[1], 2023[2], 2024[3]
- 2011, 2012, 2013, 2017, 2019, 2025[4]
- 2007, 2008, 2009, 2010, 2014

Puchar KOVO:
- 2007, 2011, 2014, 2019, 2022[5]

## Trenerzy[6]
- 2002-2005 Ju-Hyun Cha
- 2005-2008 Yong-Kwan Moon
- 2008-2009 Jun-Tak Jin
- 2010-2013 Young-Chul Shin
- 2013-2016 Jong-Min Kim
- 2016-2020 Park Ki-Won[7]
- 2020-2021  Roberto Santilli[8]
- 2021-2025  Tommi Tiilikainen[9]
- 2025-  Renan Dal Zotto[10]

## Obcokrajowcy w drużynie
| Lata gry                  | Imię i nazwisko             | Pozycja     |
| ------------------------- | --------------------------- | ----------- |
| 2005−2006                 | Alex Lenz Stragliotto       | przyjmujący |
| 2006–2008                 | Robson Tadeu de Fazio       | atakujący   |
| 2008–2009                 | Yosleyder Cala              | przyjmujący |
| 2009                      | Leandro Araújo da Silva     | atakujący   |
| 2010                      | Danaił Miłuszew             | atakujący   |
| 2010–2011                 | Evan Patak                  | atakujący   |
| 2011–2013                 | Martin Nemec                | atakujący   |
| 2013–2015                 | Michael Sánchez Bozhulev    | atakujący   |
| 2015–2016                 | Pawieł Moroz                | atakujący   |
| 2016–2019                 | Mitja Gasparini             | atakujący   |
| 2019–2020 (do 12.2020)    | Andrés Villena              | atakujący   |
| 2020–2021 (od 20.12.2020) | Yosvany Hernandez Cardonell | przyjmujący |
| 2021–2024 (do 21.02.2024) | Lincoln Williams            | atakujący   |
| 2023–2024 (od 22.12.2023) | Murad Khan                  | atakujący   |
| 2024–2024 (od 23.03.2024) | Maksim Żygałow              | atakujący   |
| 2024–                     | Yosvany Hernández Cardonell | przyjmujący |
| 2024–2025 (do 02.01.2025) | Maksim Żygałow              | atakujący   |
| 2024–2025 (do 01.2025)    | Aref Moradi                 | atakujący   |
| 2025– (od 08.03.2025)     | Kyle Russell                | atakujący   |